# Lena Niang
Pour les articles homonymes, voir Niang.
Lena Niang, née le 20 septembre 1996 à Dakar, est une joueuse sénégalaise de basket-ball.

## Biographie

### Carrière en club
Lena Niang commence sa carrière à l'ASC Jeanne d'Arc au Sénégal. En 2012, elle quitte le Sénégal pour les États-Unis. Elle évolue au Wolfpack de North Carolina State de 2015 à 2016 puis aux Owls de Temple à partir de 2016. En novembre 2021, elle s'engage l'IDK Euskotren en première division espagnole.

### Carrière en sélection
Elle fait partie des douze joueuses sélectionnées pour participer au championnat d'Afrique 2019 avec l'équipe du Sénégal féminine de basket-ball.

## Palmarès
- Médaille d'argent au championnat d'Afrique 2019